# 그랜드 펑크 레일로드
그랜드 펑크 레일로드(Grand Funk Railroad)는 미국의 하드 록 밴드이다. 1960년대말부터 70년대 중반 상업적 성공을 거두었다. 그 후 우여곡절을 거쳐 2010년에도 활동중이다.